# Jean François de Saint-Lambert
Jean François de Saint-Lambert (ur. 26 grudnia 1716 w Nancy, zm. 9 lutego 1803 w Paryżu) – francuski pisarz, poeta, filozof i moralista. Pisał bajki, poematy oraz eseje. Był członkiem Akademii Francuskiej. Posiadał szlachecki tytuł markiza.
Saint-Lambert napisał między innymi poemat opisowy Les saisons, a także esej filozoficzny Principe des mœurs chez toutes les nations ou Catéchisme universel, w którym skłaniał się ku materializmowi.
Jego kochanką była Émilie du Châtelet, wybitna uczona, literatka oraz przyjaciółka Woltera. Markiza du Châtelet zaszła w ciążę z Saint-Lambertem, jednak na skutek ciężkiego porodu zmarli ona i dziecko.